# Ben Whishaw
John Benjamin Whishaw (pron. /ˈdʒɒn ˈbɛndʒəmɪn ˈwɪʃɔː/, Clifton, Bedfordshire, Reino Unido; 14 de octubre de 1980), conocido artísticamente como Ben Whishaw, es un actor británico. Logró notoriedad por sus papeles en El perfume, I'm Not There, Cloud Atlas y Skyfall.

## Primeros años
Es hijo de Josey Whishaw, un técnico informático, y Linda Whishaw, una cosmetóloga. Estudió en la Royal Academy of Dramatic Art, donde se graduó en el 2003. Tiene un hermano gemelo, James, y fue miembro de la Bancroft Players Youth Theatre (Club Teatral Juvenil Bancroft Players) del Hitchin's Queen Mother Theatre (Teatro de la Reina Madre de Hitchin). 
Asistió a la Henlow High School y el Samuel Whitbread Community College de Clifton, Bedfordshire. Durante su tiempo con el grupo, lo primero que saltó a la fama en colaboración con la compañía de teatro de rama, Big Spirit.

## Carrera
Whishaw es quizás más conocido por su interpretación de Hamlet, su primer papel importante, y como el personaje principal en la película El perfume de Tom Tykwer.
Actuó en cortometrajes, como If This Is A Man (basado en el libro de Primo Levi, un superviviente del campo de concentración nazi de Auschwitz, que en 1995 fue presentado en el Festival de Edimburgo).
En 2004 y tras una iniciativa de Trevor Nunn se unió al joven elenco de la producción de Hamlet en el Old Vic, que recibió críticas muy favorables. El papel fue compartido con Al Weaver, que vio a Whishaw interpretar todas las noches excepto los lunes y matinés. Nunn dice que hizo este arreglo debido a la juventud de los dos actores que estaban a la cabeza, para aliviar un poco la presión en cada uno. Fue Whishaw, sin embargo, quien apareció de manera más destacada en los materiales de marketing y en la mayoría de las críticas.
Sus películas y créditos de televisión también incluyen Layer Cake en 2005; y la sitcom Nathan Barley, donde interpretó a un personaje llamado Pingu. Fue nominado "Revelación más Prometedora" en el 2001 dentro de los British Independent Film Awards (por Mi hermano Tom) y, en 2005, fue nominado como mejor actor en cuatro entregas de premios por Hamlet. También interpretó a Keith Richards en la película biográfica de Brian Jones Stoned. 
En El perfume interpretó a Jean-Baptiste Grenouille, un perfumista cuyo arte se vuelve mortal. La película fue estrenada en Alemania en septiembre de 2006 y en los EE. UU. en diciembre de 2006. 
Ese mismo año trabajó en la obra abandonada de Pawel Pawlikowski The Restraint of Beasts. Whishaw apareció en I'm Not There en 2007 como una de las reencarnaciones Bob Dylan; en Criminal Justice, una serie para la BBC, en 2008; en la adaptación cinematográfica de Brideshead revisited; y en ....some trace of her, un montaje teatral de El idiota, en el Teatro Nacional. A finales de 2009 protagonizó Cock, una nueva obra de Mike Bartlett en el Royal Court Theatre. También interpretó al poeta John Keats en la película Bright Star, que fue escrita y dirigida por Jane Campion.
En febrero de 2010, Whishaw obtuvo un gran éxito en Broadway con su debut en el Teatro MCC en el estreno en EE. UU. de la obra El orgullo por Alexi, de Kaye Campbell, que coprotagonizó con Hugh Dancy y Andrea Riseborough bajo la dirección de Joe Mantello.
Ariel participó en la adaptación de la reciente película de Julie Taymor de La tempestad, y se adjunta al trabajo en la película Kill Your Darlings, donde interpreta a Lucien Carr.
El 25 de julio de 2013 se confirmó que participaría en la obra Mojo de Jez Butterworth, desarrollada en Londres durante los años 1950 y basada en hechos reales. Su personajes es Baby, un joven con problemas mentales.
En 2024 protagonizó junto a Keira Knightley Palomas negras, con producción de Netflix, y Limónov, de Kiril Serébrennikov, basada en la novela homónima de Emmanuel Carrère.

## Vida personal
Whishaw prefiere no hablar de su vida personal, porque según sus propias palabras: 

«Para mí, es importante mantener un nivel de anonimato. Como actor, tu trabajo es convencer a la gente de que eres otra persona. Así que si uno está constantemente hablando a la gente acerca de uno mismo, creo que está arrojando piedras sobre su propio tejado».

En 2011 declaró a la revista Out:

«Como actor tienes derecho a la intimidad y el misterio, sea cual sea tu sexualidad, hagas lo que hagas. No veo por qué tiene que ser algo de lo que hables abiertamente solo porque tu profesión sea mediática. No acabo de entender por qué convertimos a los actores en famosos».

En agosto de 2012, Wishaw se casó con el compositor australiano Mark Bradshaw.

## Filmografía
| Año  | Película                                | Personaje                    | Director                       |
| ---- | --------------------------------------- | ---------------------------- | ------------------------------ |
| 2024 | Limónov                                 | Eduard Limónov               | Kirill Serebrennikov           |
| 2024 | Paddington en Perú                      | Paddington (voz)             | Dougal Wilson                  |
| 2024 | Palomas negras                          | Samuel                       | Lisa Gunning                   |
| 2023 | Pasajes                                 | Martin                       | Ira Sachs                      |
| 2023 | Bad Behaviour                           | Elon Bello                   | Alice Englert                  |
| 2022 | Ellas hablan                            | August                       | Sarah Polley                   |
| 2021 | 007: No Time to Die                     | Q                            | Cary Fukunaga                  |
| 2020 | Surge                                   | Joseph                       | Aneil Karia                    |
| 2018 | El regreso de Mary Poppins              | Michael Banks                | Rob Marshall                   |
| 2018 | Paddington 2                            | Paddington (voz)             | Henry Selik                    |
| 2016 | A Hologram for the King                 | Dave                         | Tom Tykwer                     |
| 2015 | The Lobster                             | Hombre que cojea             | Yorgos Lanthimos               |
| 2015 | London Spy                              | Daniel "Danny" Edward Holt   | Jakob Verbruggen               |
| 2015 | Suffragette                             | Sonny                        | Sarah Gavron                   |
| 2015 | La chica danesa                         | Henrik Sandal                | Tom Hooper                     |
| 2015 | 007: Spectre                            | Q                            | Sam Mendes                     |
| 2015 | Juegos de ingenio                       | Jesús Carioca                | Frank Darabont                 |
| 2015 | En el corazón del mar                   | Herman Melville              | Ron Howard                     |
| 2015 | Paddington                              | Paddington (voz)             | Tom Tykwer                     |
| 2014 | The Zero Theorem                        | Doctor                       | Terry Gilliam                  |
| 2013 | Lilting                                 | Richard                      | Hong Khaou                     |
| 2012 | Cloud Atlas                             | Robert Frobisher - Georgette | Tom Tykwer, Hermanas Wachowski |
| 2012 | 007: Skyfall                            | Q                            | Sam Mendes                     |
| 2009 | The International - Dinero en la sombra | Rene Antall                  | Tom Tykwer                     |
| 2009 | Bright Star                             | John Keats                   | Jane Campion                   |
| 2008 | Retorno a Brideshead                    | Sebastian Flyte              | Julian Jarrold                 |
| 2007 | I'm Not There                           | Arthur                       | Todd Haynes                    |
| 2006 | El perfume                              | Jean-Baptiste Grenouille     | Tom Tykwer                     |
| 2005 | Stoned                                  | Keith Richards               | Stephen Woolley                |
| 2004 | Enduring Love                           | Spud                         | Roger Michell                  |
| 2004 | Layer Cake                              | Sidney                       | Matthew Vaughn                 |
| 1999 | The Trench                              | Soldado James Deamis         | William Boyd                   |

## Premios y nominaciones
| Premios Globo de Oro | Premios Globo de Oro                                   | Premios Globo de Oro   | Premios Globo de Oro | Premios Globo de Oro |
| Año                  | Categoría                                              | Trabajo nominado       | Resultado            | Ref.                 |
| -------------------- | ------------------------------------------------------ | ---------------------- | -------------------- | -------------------- |
| 2018                 | Mejor actor de reparto de serie, miniserie o telefilme | A Very English Scandal | Ganador              | [ 5 ]                |

| Premios Primetime Emmy | Premios Primetime Emmy                             | Premios Primetime Emmy | Premios Primetime Emmy | Premios Primetime Emmy |
| Año                    | Categoría                                          | Trabajo nominado       | Resultado              | Ref.                   |
| ---------------------- | -------------------------------------------------- | ---------------------- | ---------------------- | ---------------------- |
| 2018                   | Mejor actor de reparto en una miniserie o película | A Very English Scandal | Ganador                | [ 6 ]                  |

| Premios BAFTA | Premios BAFTA                        | Premios BAFTA                 | Premios BAFTA | Premios BAFTA |
| Año           | Categoría                            | Trabajo nominado              | Resultado     | Ref.          |
| ------------- | ------------------------------------ | ----------------------------- | ------------- | ------------- |
| 2009          | Mejor actor de televisión            | Criminal Justice              | Nominado      | [ 7 ]         |
| 2013          | Mejor actor de televisión            | Richard II (The Hollow Crown) | Ganador       | [ 7 ]         |
| 2016          | Mejor actor de televisión            | London Spy                    | Nominado      | [ 7 ]         |
| 2018          | Mejor actor de reparto en televisión | A Very English Scandal        | Ganador       | [ 7 ]         |

| Premios de la Crítica Televisiva | Premios de la Crítica Televisiva                    | Premios de la Crítica Televisiva | Premios de la Crítica Televisiva | Premios de la Crítica Televisiva |
| Año                              | Categoría                                           | Trabajo nominado                 | Resultado                        | Ref.                             |
| -------------------------------- | --------------------------------------------------- | -------------------------------- | -------------------------------- | -------------------------------- |
| 2018                             | Mejor actor de reparto en una miniserie o telefilme | A Very English Scandal           | Ganador                          | [ 8 ]                            |